# Golden Amur
Golden Amur je zaniklý profesionální hokejový klub z ruského Chabarovsku, který hrál jedinou sezónu (2004-2005) v Asijské hokejové lize. Tým hrál v Platinum aréně (kapacita 7100 diváků). Amur skončil třetí v základní části, ale byl vyřazen v prvním kole play-off (týmem Kakudo). Těžební společnost která tým vlastnila musela kvůli finančním potížím pozastavit činnost klubu. 

## Úspěchy
- 3. místo v základní části sezóny (2004-2005)